# Ministeranklage
Die Ministeranklage ist ein Instrument, Minister für Rechts- oder Verfassungsverstöße in ihrer Amtszeit strafrechtlich zu verfolgen. Es geht um Amtspflichtverletzungen, nicht um private Straftaten der Minister. Ein ähnliches Instrument ist die Abgeordnetenanklage gegen Parlamentsabgeordnete.

## Geschichte
Minister waren historisch Ausführungsorgane des Monarchen. Die Unverletzlichkeit des Monarchen schützte sie vor Anklagen, zumindest solange sie das Vertrauen des Monarchen hatten. Im Frühkonstitutionalismus, ab Ende des 18. und Anfang des 19. Jahrhunderts, änderte sich das Verhältnis von Minister und Monarch grundlegend. Nun bedurften Gesetze der Gegenzeichnung des Ministers. Lehnte der Minister ein Gesetz ab, so konnte der Monarch ihn nur entlassen, um so das Gesetz zu erzwingen. Umgekehrt entstand eine politische Ministerverantwortlichkeit: Zeichnete der Minister gegen, so war er für das Regierungshandeln (mit-)verantwortlich.
Da das Verhalten des Ministers auch gegen Gesetze oder Verfassung verstoßen konnte, entstand die Forderung nach der Möglichkeit einer Ministeranklage, so zum Beispiel als Teil der Märzforderungen. Mit der zunehmenden Parlamentarisierung wuchs auch die parlamentarische Kontrolle. Teil dieser war auch die Möglichkeit der Parlamente, Minister anklagen lassen zu können.
Im Laufe des 19. Jahrhunderts wurden zunehmend in den Verfassungen Möglichkeiten der Ministeranklage geschaffen, im 20. Jahrhundert war dies weitverbreitet.

## Verfahren
Im Vergleich zu einem normalen Strafverfahren hat die Ministeranklage deutliche Besonderheiten. Zunächst einmal war der Ankläger (typischerweise der Staatsanwalt) nicht ausreichend unabhängig von der Regierung. Die Möglichkeit der Regierung, Ermittlungen und Anklagen gegen sich selbst zu verhindern, erforderte ein Ministerklagerecht von unabhängigen Stellen, typischerweise dem Parlament. Umgekehrt war das Parlament bei Konflikten mit der Regierung kein neutraler Ankläger, sondern Partei. Vielfach wird daher eine qualifizierte Mehrheit im Parlament für die Ministeranklage gefordert. Ministeranklagen standen daher immer in der Gefahr, ein politisches Instrument zu sein. Auch das Gericht, das die Ministeranklage behandeln sollte, stand im gleichen Spannungsfeld. Daher wurden sehr unterschiedliche Formen gewählt. So kann das Verfassungsgericht diese Rolle übernehmen, das Oberste Gericht oder ein Spezialgericht. Dieses kann aus Richtern, aus vom Parlament bestimmten Politikern oder Mischungen aus beidem bestehen.

## Konkrete Regelungen
| Staat / Bundesland  | Bedingungen für Ministeranklage | Zuständiges Gericht                                                                                          | Rechtsgrundlage                                                                            | Anmerkung |
| ------------------- | --- | --- | ------------------------------------------------------------------------------------------ | --------- |
| Dänemark            | Antragsteller kann der König oder das Folketing sein. | Rigsretten (besteht aus den 15 dientsältesten obersten Richtern und 15 vom Parlament bestimmten Mitgliedern) | § 13 Grundloven                                                                            |           |
| Deutschland         | Das Grundgesetz sieht keine gesonderte Regelung für eine Ministeranklage vor. Art. 61 GG enthält eine vergleichbare Regelung für die Anklage des Bundespräsidenten (Präsidentenanklage). Gesetzesverstöße von Ministern können jedoch auf dem ordentlichen Gerichtsweg verfolgt werden. | ./. | ./.                                                                                        |           |
| Österreich          | Der Nationalrat kann gegen Mitglieder der Bundesregierung wegen schuldhafter Gesetzesverletzung Anklage erheben. Der Beschluss erfolgt mit einfacher Mehrheit, es muss aber mehr als die Hälfte aller Abgeordneten anwesend sein. | Verfassungsgerichtshof                                                                                       | Art. 142 Bundes-Verfassungsgesetz                                                          |           |
| Baden-Württemberg   | Die Mitglieder der Regierung können wegen vorsätzlicher oder grobfahrlässiger Verletzung der Verfassung oder eines anderen Gesetzes auf Beschluss des Landtags von Baden-Württemberg vor dem Verfassungsgerichtshof angeklagt werden. | Verfassungsgerichtshof                                                                                       | Art. 57 Verfassung des Landes Baden-Württemberg                                            |           |
| Bayern              | Die Anklage gegen ein Mitglied der Staatsregierung ist darauf gerichtet, dass die Verfassung oder ein Gesetz von ihm vorsätzlich verletzt worden ist. Die Erhebung der Anklage erfolgt durch den Bayerischen Landtag auf Antrag von einem Drittel der gesetzlichen Mitgliederzahl und bedarf einer Zweidrittelmehrheit dieser Zahl. | Bayerischer Verfassungsgerichtshof                                                                           | Art. 68 Verfassung des Freistaates Bayern                                                  |           |
| Bremen              | Die Mitglieder des Senats können wegen vorsätzlicher Verletzung der Verfassung auf Beschluss der Bürgerschaft vor dem Staatsgerichtshof angeklagt werden, wenn zwei Drittel der gesetzlichen Mitgliederzahl der Bürgerschaft anwesend sind und wenigstens zwei Drittel der Anwesenden, mindestens aber die Mehrheit der gesetzlichen Mitgliederzahl zustimmen. | Staatsgerichtshof der Freien Hansestadt Bremen                                                               | Art. 111 Landesverfassung der Freien Hansestadt Bremen                                     |           |
| Hessen              | Der Hessische Landtag kann jedes Mitglied der Landesregierung vor dem Staatsgerichtshof anklagen, dass es schuldhaft die Verfassung oder die Gesetze verletzt habe. Der Antrag auf Erhebung der Anklage muss von mindestens 15 Mitgliedern des Landtags unterzeichnet sein und bedarf der Zustimmung von zwei Dritteln der gesetzlichen Zahl seiner Mitglieder. | Staatsgerichtshof des Landes Hessen                                                                          | Art. 115 Verfassung des Landes Hessen                                                      |           |
| Nordrhein-Westfalen | Der Beschluss auf Erhebung der Anklage gegen den Ministerpräsidenten oder einen Minister wegen vorsätzlicher oder grob fahrlässiger Verletzung der Verfassung oder eines anderen Gesetzes muss von mindestens zwei Dritteln der anwesenden Mitglieder des Landtages gefasst werden. | Verfassungsgerichtshof für das Land Nordrhein-Westfalen                                                      | § 37 VerfGHG NRW (Gesetz über den Verfassungsgerichtshof für das Land Nordrhein-Westfalen) |           |
| Niedersachsen       | Der Landtag kann Mitglieder der Landesregierung vor dem Staatsgerichtshof anklagen, dass sie in Ausübung des Amtes vorsätzlich die Verfassung oder ein Gesetz verletzt haben. | Niedersächsischer Staatsgerichtshof                                                                          | Art. 40 Niedersächsische Verfassung                                                        |           |
| Rheinland-Pfalz     | Die Anklageerhebung muss von 30 Mitgliedern des Landtags schriftlich beantragt und mit verfassungsändernder Mehrheit beschlossen werden. Die Anklage ist noch 10 Jahre nach dem Ausscheiden des Ministers möglich. | Verfassungsgerichtshof Rheinland-Pfalz                                                                       | Art 131 Verfassung für Rheinland-Pfalz                                                     |           |
| Saarland            | Der Antrag auf Erhebung der Anklage muss von mindestens einem Drittel der Mitglieder des Landtages unterzeichnet sein und bedarf der Zustimmung einer Mehrheit von zwei Dritteln der Mitglieder des Landtages. | Verfassungsgerichtshof des Saarlandes                                                                        | Art. 94 Verfassung des Saarlandes                                                          |           |
| Sachsen             | In Sachsen ist eine Ministeranklage grundsätzlich nicht vorgesehen. Aber eine Übergangsvorschrift der Verfassung regelt eine Ministeranklage für Minister die in der DDR gegen die Grundsätze der Menschlichkeit oder Rechtsstaatlichkeit verstoßen oder für das frühere Ministerium für Staatssicherheit tätig war. Der Antrag auf Erhebung der Anklage muss von mindestens einem Drittel der Mitglieder des Landtags gestellt werden. Der Beschluss auf Erhebung der Anklage erfordert bei Anwesenheit von mindestens zwei Dritteln der Mitglieder des Landtags eine Zweidrittelmehrheit, die jedoch mehr als die Hälfte der Mitglieder betragen muss. | Verfassungsgerichtshof des Freistaates Sachsen                                                               | Art. 118 Verfassung des Freistaates Sachsen                                                |           |

Berlin, Brandenburg, Hamburg, Mecklenburg-Vorpommern, Sachsen-Anhalt, Schleswig-Holstein und Thüringen kennen das Instrument der Ministeranklage nicht.

## Historische Beispiele
In der Kurhessischen Verfassung von 1831 ist nach § 100 das Oberappellationsgericht für Ministeranklagen zuständig. Es fanden in den 1830er und 1850er Jahren mehrere solche Verfahren gegen den Innen- und Justizminister Ludwig Hassenpflug statt.
Die Paulskirchenverfassung von 1848 regelte die Ministeranklagen in dem Abschnitt über die Aufgaben des Reichsgerichts (§ 126, i). Für die Rechtsentwicklung wichtiger war die Regelung der Verfassung in Bezug auf die Einzelstaaten: Laut § 186 nämlich sollten die Minister der deutschen Staaten „der Volksvertretung verantwortlich“ sein. Jede Kammer in den Ländern hatte das Recht zur Ministeranklage (§ 186). Der Prozess fand ebenfalls vor dem Reichsgericht statt (§ 126, k). Während in der Folge viele Landesverfassungen wie das Staatsgrundgesetz für die Fürstentümer Waldeck und Pyrmont die Ministeranklage einführten, war auf Reichsebene in der Bismarckschen Reichsverfassung keine derartige Regelung enthalten. 
So war Anfang der 1890er Jahre die Ministeranklage in Königreich Württemberg, Herzogtum Sachsen-Altenburg, Königreich Sachsen, Herzogtum Braunschweig, Fürstentum Reuß jüngere Linie, Herzogtum Sachsen-Coburg und Gotha, Fürstentum Waldeck, Fürstentum Schwarzburg-Rudolstadt und Fürstentum Reuß ältere Linie in Bezug auf Verfassungsverstöße, im Großherzogtum Hessen, Königreich Bayern und Fürstentum Schaumburg-Lippe bei Gesetzesverstößen zulässig. Das Königreich Preußen, Herzogtum Sachsen-Meiningen, Herzogtum Sachsen-Weimar und Großherzogtum Oldenburg erlaubten die Ministeranklage bei Verfassungsverstößen und bei einzelnen Vergehen, das Fürstentum Schwarzburg-Sondershausen auch bei „Verletzung der Amtspflicht“ und das Großherzogtum Baden wegen „schwerer Gefährdung des Sicherheit und Wohlfahrt des Staates“.
Erst nach der Novemberrevolution 1918 regelte die Weimarer Verfassung auch auf Reichsebene in Art. 59 eine Ministeranklage vor dem Staatsgerichtshof für das Deutsche Reich.